# Uchacq-et-Parentis
Uchacq-et-Parentis (gaskonsko Uishac e Parentís) je naselje in občina v francoskem departmaju Landes regije Akvitanije. Naselje je leta 2009 imelo 579 prebivalcev.

## Geografija
Kraj leži v pokrajini Gaskonji ob reki Estrigon, 7,5 km severozahodno od središča Mont-de-Marsana.

## Uprava
Občina Uchacq-et-Parentis skupaj s sosednjimi občinami Bostens, Campet-et-Lamolère, Gaillères, Geloux, Lucbardez-et-Bargues, Mont-de-Marsan, Saint-Avit in Saint-Martin-d'Oney sestavlja kanton Mont-de-Marsan Sever s sedežem v Mont-de-Marsanu. Kanton je sestavni del okrožja Mont-de-Marsan.

## Zanimivosti
- cerkev sv. Štefana, Uchacq, iz 19. stoletja,
- cerkev sv. Lovrenca, Parentis.